# George Paget Thomson

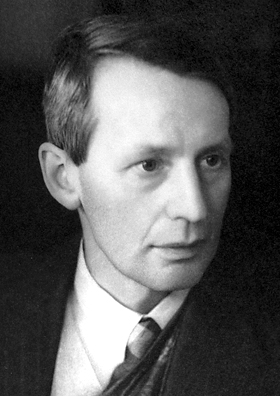
George Paget Thomson, 1937

Sir George Paget Thomson (* 3. Mai 1892 in Cambridge; † 10. September 1975 ebenda) war ein englischer Physiker und Nobelpreisträger (1937).

## Leben
Thomson stammte aus einer Wissenschaftlerfamilie. Sein Vater Joseph John Thomson war Physiker und Nobelpreisträger des Jahres 1906 für den Nachweis, dass Elektronen Teilchen sind. Seine Mutter war Rose Elizabeth Paget, die Tochter von George Edward Paget, des Regius-Professors für Medizin an der Universität Cambridge. Thomson ging auf die Perse School in Cambridge und studierte bei seinem Vater Mathematik und Physik am Trinity College der Universität Cambridge, bis er bei Ausbruch des Ersten Weltkrieges als Offizier des Queen’s Royal West Surrey Regiment in die British Army eintrat. Nach kurzer Dienstzeit in Frankreich wurde er 1915 zum Royal Flying Corps versetzt. Dort untersuchte er die Aerodynamik von Flugzeugen unter anderem in Farnborough. 1920 schied er im Rang eines Captain aus dem Militärdienst aus.
1924 heiratete Thomson Kathleen Buchanan Smith, die Tochter des Theologen Sir George Adam Smith. Sie hatten vier Kinder, zwei Jungen und zwei Mädchen.
Nach dem Militärdienst erhielt Thomson eine Stelle an der Universität Cambridge und wechselte dann zur Universität Aberdeen. 1927 entdeckte er dort unabhängig von dem Amerikaner Clinton Joseph Davisson die Elektronenbeugung am Kristallgitter, ein Beweis dafür, dass die Teilchen gemäß der Materiewellen-Theorie von de Broglie auch Eigenschaften von Wellen haben. Hierfür erhielten beide den Nobelpreis für Physik 1937.
1930 wurde Thomson zum früheren Lehrstuhl von Hugh Longbourne Callendar am Imperial College in London berufen. In den späten 30er Jahren und während des Zweiten Weltkrieges spezialisierte Thomson sich auf Kernphysik und konzentrierte sich auf praktische militärische Anwendungsmöglichkeiten. Insbesondere war Thomson von 1940 bis 1941 Vorsitzender der britischen MAUD-Kommission, die entschied, dass eine Atombombe möglich war. Während des Zweiten Weltkrieges war er zeitweilig Verbindungsoffizier zwischen amerikanischen und britischen Wissenschaftlern und war damit direkt am Atombomben-Projekt beteiligt. 1941 starb seine Frau Kathleen.
Nach dem Krieg befasste sich Thomson mit theoretischen Problemen der Atomenergienutzung, schrieb aber auch Arbeiten über Aerodynamik und den Wert der Wissenschaft in der Gesellschaft. 1952 wechselte Thomson von London nach Cambridge, wo er bis 1962 Master (Leiter) des Corpus Christi College war. 1964 ehrte ihn das College mit dem George Thomson Building, einem Gebäude auf dem Leckhampton Campus des College.

## Auszeichnungen und Mitgliedschaften
- 1923 Wahl zum Fellow der Royal Society of Edinburgh.[1]
- 1932 erhielt er die Howard N. Potts Medal des Franklin Institute.
- 1937 erhielt er den Nobelpreis für Physik.
- 1930 wurde er als Mitglied in die Royal Society gewählt, die ihm 1939 die Hughes-Medaille und 1949 die Royal Medal verlieh.
- 1943 wurde er als Knight Bachelor geadelt.
- 1947 wurde Thomson in die American Academy of Arts and Sciences gewählt.[2]